# 趙廷光 (清朝)
趙廷光（1852年—？），貴州省貴陽府修文縣人，清朝政治人物、進士出身。
光緒十二年（1886年）丙戌科進士，同年五月，著交吏部掣签，分发各省以知县即用。后官湖南五陵知縣，歷署保靖、宜章等縣。